# Vorarlberger Rechtsanwaltskammer
Die Vorarlberger Rechtsanwaltskammer ist die Standesvertretung der in Vorarlberg niedergelassenen Rechtsanwälte und Rechtsanwaltsanwärter. Ihren Sitz hat die Rechtsanwaltskammer in der Stadt Feldkirch, wo sich mit dem Landesgericht Feldkirch auch das höchste Organ der ordentlichen Gerichtsbarkeit in Vorarlberg befindet. Präsidentin der Vorarlberger Rechtsanwaltskammer ist derzeit Franz-Josef Giesinger.

## Geschichte

### Bis Ende des Ersten Weltkriegs
Die Vorarlberger Rechtsanwälte bekamen im Jahr 1869 erstmals eine eigene Standesvertretung. Bis zu diesem Zeitpunkt waren die damals acht Vorarlberger Advokaten der unmittelbaren Oberaufsicht der Gerichte sowie verwaltungsrechtlich der Tiroler Advokatenkammer unterstellt. Erster Präsident der neu gegründeten Vorarlberger Advokatenkammer wurde der Feldkircher Rechtsanwalt Anton Jussel, der später Landeshauptmann von Vorarlberg wurde. Noch bis zum Jahr 1931 lag die Disziplinargerichtsbarkeit über die Vorarlberger Advokaten bei der Tiroler Advokatenkammer.

### Austrofaschismus
Der Verband deutsch-arischer Rechtsanwälte war bei den Mitgliedern der Vorarlberger Rechtsanwaltskammer stark vertreten. Dieser verfolgte klar antisemitische Zwecke, u. a. die „Verjudung“ des Standes der Rechtsanwälte zu bekämpfen. 1933 hatte der Verband in Vorarlberg elf, Ende 1936 bereits von den insgesamt 44 Rechtsanwälten im Land 31 Mitglieder. Unter anderem auch den Rechtsanwalt, Landeshauptmann, Bundesminister und Bundeskanzler Otto Ender. Dies, obwohl es in Vorarlberg keinen einzigen Rechtsanwalt gab, der sich zum Judentum bekannte.
Während der Zeit des Ständestaats in Österreich (Austrofaschismus), also von 1933 bis 1938 wurden die Kammerfunktionäre nicht mehr durch die Vollversammlung der Rechtsanwälte, sondern durch den Justizminister bestellt. Mit dem Anschluss Österreichs an Deutschland im Jahr 1938 endete jegliche Autonomie der Advokatenkammer und die Vorarlberger Rechtsanwälte wurden in weiterer Folge durch den Reichsjustizminister ernannt.

### Nach dem Zweiten Weltkrieg
Nach der Befreiung Österreichs durch die Alliierten und der Wiedererlangung der Vorarlberger Souveränität im Jahr 1945 wurde Gottfried Riccabona, der bereits vor 1938 Präsident der Kammer gewesen war, zum Präsidenten der Vorarlberger Rechtsanwaltskammer gewählt. Er war in der Folge in die Verhandlungen über die Wiederherstellung von Gerichtsbarkeit und Rechtsanwaltskammer maßgeblich involviert.

## Organisation
Die Standesvertretung ist Mitglied des Österreichischen Rechtsanwaltskammertags, eines Zusammenschlusses der Rechtsanwaltskammern aller österreichischen Bundesländer. Organisatorisch ist die Rechtsanwaltskammer eine Körperschaft des öffentlichen Rechts, die mit dem Recht auf autonome Selbstverwaltung sowie begrenzten hoheitlichen Befugnissen ausgestattet ist.
Die Aufgabengebiete der Vorarlberger Rechtsanwaltskammer reichen von der Vertretung der Rechtsanwälte über die Begutachtung von Gesetzen und das Erstellen von Gutachten bis zur Überwachung der Einhaltung der Berufspflichten im Wege des Disziplinarrechts. Ebenso werden von den Prüfungskommissären der Rechtsanwaltskammer die Prüfungen der Rechtsanwaltsanwärter und der Richteramtsanwärter durchgeführt.
Oberstes Entscheidungsgremium der Rechtsanwaltskammer ist der Ausschuss, der durch die Vollversammlung der Vorarlberger Rechtsanwälte gewählt wird und dem ein Präsident sowie ein Vizepräsident vorsteht. Diesem beigegeben sind der Disziplinarrat und die Prüfungskommissäre, die ebenfalls durch die Vollversammlung bestellt werden.

## Mitgliedschaft
Die Mitgliedschaft in der Vorarlberger Rechtsanwaltskammer besteht für die eingetragenen Rechtsanwälte (RA) und die Rechtsanwaltsanwärter (RAA). Die Stimmrechte in der Mitgliederversammlung sind zwischen Rechtsanwälten und Rechtsanwaltsanwärtern ungleich verteilt (etwa 1:2 – RA:RAA). Mit der Mitgliedschaft verbunden ist die Verpflichtung zur Bezahlung der Kammerumlage. In Vorarlberg sind im Jahresdurchschnitt rund 170 bis 180 Rechtsanwälte zugelassen (2010). Zum 31. Dezember 2024 waren in Vorarlberg 251 Rechtsanwälte und 36 Rechtsanwaltsanwärter eingetragen. Zum Vergleich: Zum 31. Dezember 2012 waren in Österreich 5.756 Anwälte eingetragen.